# Francisco da Silva (Soldat)

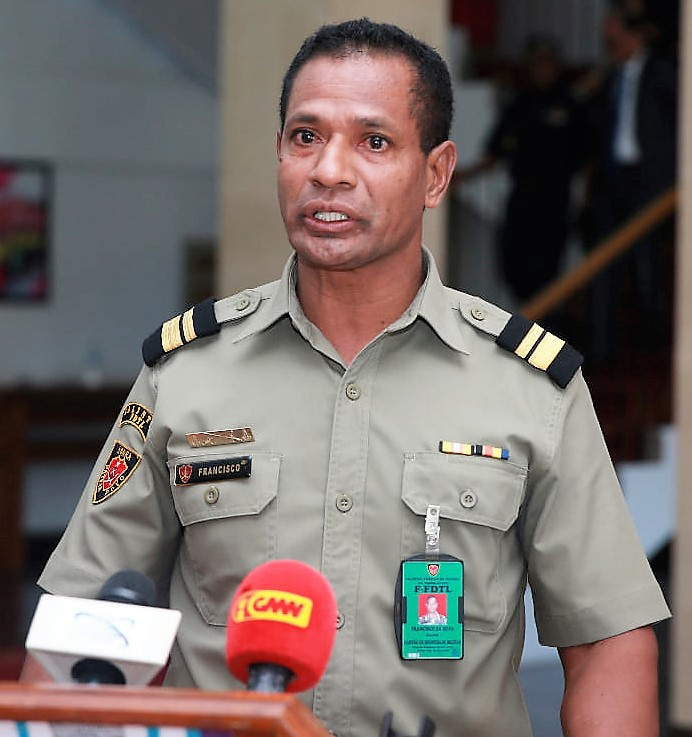
Francisco da Silva (2022)

Francisco da Silva ist ein osttimoresischer Offizier. Im Range eines Majors war Silva 2022 stellvertretender Generalstabschef der Verteidigungskräfte Osttimors (F-FDTL). Dann wurde er am 16. September als Nachfolger von Renilde Corte-Real da Silva zum neuen militärischen Stabschef (Chefe de Casa Militar) von Präsident José Ramos-Horta ernannt. Gleichzeitig erfolgte die Beförderung zum Oberst.